# (4583) Lugo
(4583) Lugo es un asteroide perteneciente al cinturón de asteroides, descubierto el 1 de septiembre de 1989 por el equipo del Observatorio Astronómico Nacional de Rozhen desde el Observatorio Astronómico Nacional de Bulgaria, Smolyan, Bulgaria.

## Designación y nombre
Designado provisionalmente como 1989 RL4. Fue nombrado Lugo en honor al gerente de servicios adjunto de la NASA "Raymond Lugo" colaboró para que se llevase a cabo el lanzamiento de la misión New Horizons a Plutón-Kuiper Belt de la NASA.

## Características orbitales
Lugo está situado a una distancia media del Sol de 2,352 ua, pudiendo alejarse hasta 2,805 ua y acercarse hasta 1,898 ua. Su excentricidad es 0,192 y la inclinación orbital 3,745 grados. Emplea 1317 días en completar una órbita alrededor del Sol.

## Características físicas
La magnitud absoluta de Lugo es 13,3. Tiene 14,132 km de diámetro y su albedo se estima en 0,025.